# Contea di Richland (Wisconsin)
La contea di Richland (in inglese, Richland County) è una contea dello Stato del Wisconsin, negli Stati Uniti. La popolazione al censimento del 2000 era di 17 924 abitanti. Il capoluogo di contea è Richland Center.